# VTEC

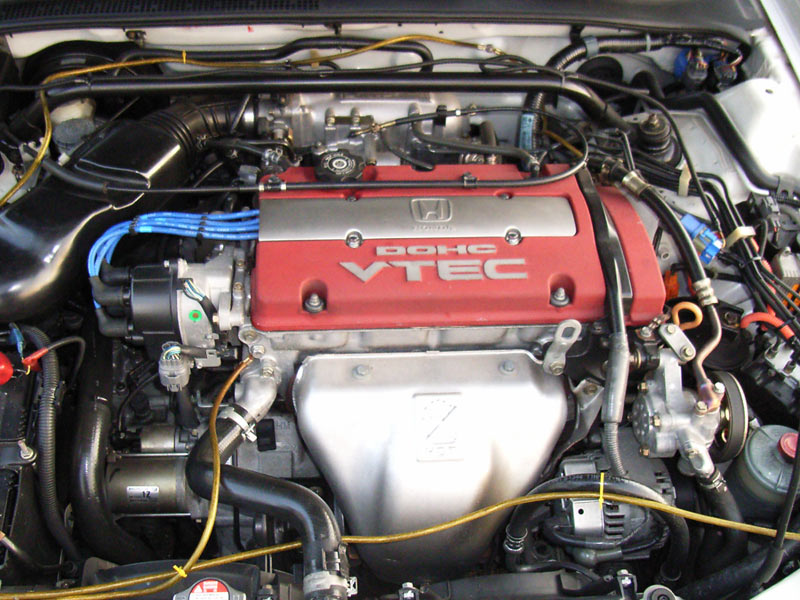
Moto H22A VTEC.

VTEC (Variable Valve Timing and Lift Electronic Control) é um sistema de comando de válvulas variável, desenvolvido pela Honda em 1983, para aumentar o torque dos motores em baixas e altas rotações. Foi inventado pelo engenheiro da Honda, Ikuo Kajitani. O sistema VTEC utiliza dois perfis de árvore de cames, selecionando hidraulicamente.
É diferente do sistema VVT da Toyota, que avança apenas o sincronismo da válvula e não altera o perfil da árvore de cames. Depois veio o dual vvt, que já seria comando duplo.